# Agapetus
Agapetus is een geslacht van schietmotten uit de familie Glossosomatidae.

## Soorten
Deze lijst van 202 stuks is mogelijk niet compleet.
- A. abbreviatus Ulmer, 1913
- A. abdeel H Malicky & P Chantaramongkol, 2009
- A. abimelech H Malicky & W Mey, 2009
- A. ablusus A Neboiss, 1986
- A. abram H Malicky, 2009
- A. adejensis G Enderlein, 1929
- A. agilis (KH Barnard, 1934)
- A. agtuuganonis W Mey, 1997
- A. aineias H Malicky, 1997
- A. ajpetriensis AV Martynov, 1916
- A. alabamensis SC Harris, 1986
- A. albomaculatus (DE Kimmins, 1953)
- A. aliceae A Neboiss & L Botosaneanu, 1988
- A. altineri F Sipahiler, 1989
- A. anakdacing H Malicky, 1995
- A. anaksatu H Malicky, 1995
- A. anatolicus (F Cakin, 1983)
- A. annulicornis S Matsumura, 1931
- A. antikena F Schmid, 1959
- A. antilochos H Malicky, 1998
- A. antiyaka F Schmid, 1959
- A. anuragoda F Schmid, 1958
- A. apalapsili H Malicky, 1978
- A. arcita DG Denning, 1951
- A. armatus (R McLachlan, 1879)
- A. artesus HH Ross, 1938
- A. arvernensis (H Malicky, 1980)
- A. atuus H Malicky & P Chantaramongkol, 1992
- A. avitus SW Edwards, 1956
- A. ayodhia F Schmid, 1958
- A. azureus (JF Stephens, 1829)
- A. baptos W Mey, 1998
- A. barang J Olah, 1988
- A. basagureni MA Gonzalez & L Botosaneanu, 1995
- A. belareca L Botosaneanu, 1957
- A. beredensis M Dakki and H Malicky, 1980
- A. bidens R McLachlan, 1875
- A. bifidus DG Denning, 1949
- A. birgi (F Sipahiler, 1989)
- A. boulderensis LJ Milne, 1936
- A. budoensis M Kobayashi, 1982
- A. caimoc J Olah, 1988
- A. cataractae Ulmer, 1951
- A. caucasicus AV Martynov, 1913
- A. celatus R McLachlan, 1871
- A. cenumarus H Malicky & P Chantaramongkol, 1992
- A. clio (H Malicky, 1976)
- A. cocandicus R McLachlan, 1875
- A. cornutus DG Denning, 1958
- A. cralus (Mosely, 1953)
- A. crasmus HH Ross, 1939
- A. cravensis J Giudicelli, 1973
- A. curvidens Ulmer, 1930
- A. cyrnensis Mosely, 1930
- A. chinensis (Mosely, 1942)
- A. chitraliorum F Schmid, 1959
- A. dagunagari H Malicky, 1995
- A. dakkii H Malicky & A Lounaci, 1987
- A. danbang J Olah, 1988
- A. dangorum J Olah, 1988
- A. dayi HH Ross, 1956
- A. delicatulus R McLachlan, 1884
- A. denningi HH Ross, 1951
- A. dentatus (DE Kimmins, 1953)
- A. desom J Olah, 1988
- A. diacanthus SW Edwards, 1956
- A. diversus (R McLachlan, 1884)
- A. dolichopterus J Giudicelli & M Dakki, 1980
- A. dubitans (R McLachlan, 1879)
- A. episkopi H Malicky, 1972
- A. eriopus W Mey, 1996
- A. esinertus H Malicky & P Chantaramongkol, 1992
- A. evansi HH Ross, 1956
- A. excisus DE Kimmins, 1953
- A. foliatus (DE Kimmins, 1953)
- A. fuscipes J. Curtis, 1834
- A. fuscus F Vaillant, 1954
- A. gelbae HH Ross, 1947
- A. gonophorus W Mey, 1996
- A. gorgitensis F Sipahiler, 1996
- A. gotgian J Olah, 1988
- A. grahami HH Ross, 1956
- A. gunungus A Neboiss & L Botosaneanu, 1988
- A. hadimensis F Sipahiler, 1996
- A. haimon H Malicky, 2003
- A. halong J Olah, 1988
- A. hamatus HH Ross, 1956
- A. hanumata F Schmid, 1958
- A. hellenorum (H Malicky, 1984)
- A. hessi JW Leonard & FA Leonard, 1949
- A. hieianus (M Tsuda, 1942)
- A. himalayanus (AV Martynov, 1935)
- A. illini HH Ross, 1938
- A. inaequispinosus F Schmid, 1970
- A. incertulus R McLachlan, 1884
- A. incurvatus (DE Kimmins, 1953)
- A. insons (R McLachlan, 1879)
- A. iridipennis (R McLachlan, 1879)
- A. iridis HH Ross, 1944
- A. jafiwi HH Ross, 1951
- A. jakutorum AV Martynov, 1934
- A. jiriensis H Malicky, 1995
- A. joannia DG Denning, 1965
- A. jocassee JC Morse, 1989

- A. karabagi F Cakin, 1983
- A. kashmirensis DE Kimmins, 1953
- A. kekrops H Malicky, 2004
- A. kimminsi HH Ross, 1956
- A. kirgisorum AV Martynov, 1927
- A. kithmalie (P Chantaramongkol & H Malicky, 1986)
- A. komanus (M Tsuda, 1942)
- A. kongcanxing J Olah, 1988
- A. krawanyi (Ulmer, 1938)
- A. kumudumalie (P Chantaramongkol & H Malicky, 1986)
- A. lalus H Malicky & P Chantaramongkol, 1992
- A. laniger FJ Pictet, 1834
- A. laparus A Neboiss, 1977
- A. latosus HH Ross, 1951
- A. lepetimnos H Malicky, 1976
- A. limsusan J Olah, 1993
- A. lindus A Neboiss & L Botosaneanu, 1988
- A. loxozona W Mey, 1997
- A. lusitanicus (H Malicky, 1980)
- A. mahadhyandika (F Schmid, 1959)
- A. maharikhita (F Schmid, 1959)
- A. malleatus Banks, 1914
- A. marlierorum (L Botosaneanu, 1980)
- A. marlo LJ Milne, 1936
- A. medicus HH Ross, 1938
- A. membrosus HH Ross, 1951
- A. minutus CK Sibley, 1926
- A. mitis (DE Kimmins, 1953)
- A. montanus (K Kumanski, 1985)
- A. monticolus Banks, 1939
- A. moselyi (Ulmer, 1938)
- A. murinus (KH Barnard, 1934)
- A. nimbulus R McLachlan, 1879
- A. nivodacus VD Ivanov, 1992
- A. nokowoula A Neboiss, 1986
- A. numidicus F Vaillant, 1954
- A. oblongatus AV Martynov, 1913
- A. occidentis DG Denning, 1949
- A. ochripes J. Curtis, 1834
- A. ohiya DE Kimmins, 1953
- A. oinopion H Malicky, 2007
- A. oramatama (H Malicky, 1978)
- A. orontes H Malicky, 1980
- A. orosus DG Denning, 1950
- A. padanus Bertuetti, Lodovici & Valle, 2004
- A. pedarius W Mey, 1997
- A. phorkys H Malicky & A Nuntakwang, 2007
- A. pinatus HH Ross, 1938
- A. placidus (L Navas, 1918)
- A. pontona (Mosely, 1953)
- A. productus (DE Kimmins, 1962)
- A. punctatus HA Hagen, 1859
- A. quadratus Mosely, 1930
- A. quordus H Malicky & P Chantaramongkol, 1992
- A. rama F Schmid, 1958
- A. rawana F Schmid, 1958
- A. rectigonopoda L Botosaneanu, 1957
- A. rossi DG Denning, 1941
- A. rudis HA Hagen, 1859
- A. rupestris W Mey, 1996
- A. salomonis (DE Kimmins, 1957)
- A. sarayensis F Sipahiler, 1996
- A. segovicus F Schmid, 1952
- A. selgensis F Sipahiler, 2005
- A. serotinus (L Navas, 1919)
- A. setiferus JF Stephens, 1836
- A. sexipalpus S Jacquemart & B Statzner, 1981
- A. sibiricus AV Martynov, 1918
- A. sindis DE Kimmins, 1953
- A. sita F Schmid, 1958
- A. slavorum L Botosaneanu, 1960
- A. spinosus DA Etnier & JD Way, 1973
- A. tadzhikorum VD Ivanov, 1992
- A. taho HH Ross, 1947
- A. tampulemensis W Mey, 2006
- A. tamrangensis (DE Kimmins, 1964)
- A. tapaiacus F Schmid, 1965
- A. tasmanicus (Mosely, 1953)
- A. theischingeri H Malicky, 1980
- A. tomus HH Ross, 1941
- A. torautus A Neboiss & L Botosaneanu, 1988
- A. triangularis AV Martynov, 1935
- A. tridens R McLachlan, 1875
- A. truncatus AV Martynov, 1913
- A. turcomanorum F Schmid, 1959
- A. uiguricus W Mey, 1993
- A. ulmeri HH Ross, 1951
- A. ungulatus (Mosely, 1939)
- A. unicuspidalis (W Mey, 1990)
- A. vercondarius H Malicky & P Chantaramongkol, 1992
- A. vicanthicus A Neboiss, 1988
- A. vireo HH Ross, 1941
- A. viricatus H Malicky & P Chantaramongkol, 1992
- A. voccus H Malicky & P Chantaramongkol, 1992
- A. walkeri (C Betten & Mosely, 1940)
- A. wolframi H Malicky, 2007
- A. yasensis (M Tsuda, 1942)
- A. zniachtl H Malicky, 1995